# Aleksandr Verizhnikov
Aleksandr Yúrievich Verizhnikov (en ruso: Александр Юрьевич Верижников; Moscú, URSS, 16 de julio de 1968) es un exfutbolista ruso. A principios de la temporada 2009—2010 fue el entrenador principal del Dina Moscú.

## Clubes
| Club       | País  | Año       |
| ---------- | ----- | --------- |
| KSM-24     | Rusia | 1991-1994 |
| Dina Moscú | Rusia | 1994-2006 |

## Palmarés
•	Bronce en el Campeonato mundial de fútbol sala 1996
•	Campeón europeo de fútbol sala 1999
•	Plata en el Campeonato europeo de fútbol sala 1996
•	Bronce en el Campeonato europeo de fútbol sala  2001
•	Ganador del Campeonato mundial estudiantil de fútbol sala 1994
•	Campeón de la URSS de fútbol sala 1991
•	Campeón de Rusia de fútbol sala (6): 1994-95, 1995-96, 1996-97, 1997-98, 1998-99, 1999—2000
•	Copa de Rusia de fútbol sala (5): 1995, 1996, 1997, 1998, 1999
•	Campeonato de Europa de Clubes   (3): 1995, 1997, 1999
•	Copa Intercontinental de fútbol sala 1997
•	Copa de la Liga Superior: 1995

### Distinciones individuales
•	El máximo goleador del Campeonato de la URSS de fútbol sala 1991
•	El mejor jugador del Campeonato de Rusia (3): 1991, 1992/93, 1997/98